# Xanadu (Band)
Xanadu war eine vierköpfige deutsche Schlagerformation, die zwischen 1989 und 1992 mehrere Singles veröffentlicht hat.

## Werdegang
Die Band wurde durch ihre zweifache Teilnahme an der deutschen Vorentscheidung zum Grand Prix Eurovision de la Chanson (heute Eurovision Song Contest) bekannt. 1989 belegte sie mit dem Titel Einen Traum für diese Welt Platz zwei, 1990 wiederholte sie diese Platzierung mit dem Titel Paloma Blue. Die von Tony Hendrik mitkomponierten Titel sind auf dem Album Paloma Blue von 1990 enthalten.
Die Besetzung der Band wechselte mehrfach. Zu der Ursprungsbesetzung gehörten unter anderem David Brandes und Lyane Leigh, die beide nach ihrem Ausstieg bei Xanadu Solo-Platten veröffentlichten, und Uwe Haselsteiner. Wenige Jahre später gründete Brandes zusammen mit Leigh den Dance-Act E-Rotic, dem Lyane Leigh ebenfalls ihre Stimme lieh und zunächst Frontfrau der Band war.
Zum 30. Jubiläum im Jahr 2020 hat die damalige Frontfrau Lyane Leigh die Single Ein Tag, Eine Nacht, Eine Stunde neu aufgenommen. Diesen Song hat sie erstmals im Mai 2020 vorgestellt und im August 2020 als Single veröffentlicht.

## Diskografie

### Studioalben
- 1990: Paloma Blue
- 1991: Ein Tag, eine Nacht …

### Singles
- 1989: Einen Traum für diese Welt
- 1989: Wenn Du willst
- 1989: Insel Hinter’m Horizont
- 1990: Paloma Blue
- 1991: Ein Tag, eine Nacht, eine Stunde
- 1991: Brennendes Herz
- 1992: Charline
- 1992: Liebe lebt
- 2003: Vaya Con Dios
- 2015: Charlene 2.0
- 2020: Alle Macht Den Träumen 2020